# Homonota uruguayensis
Homonota uruguayensis är en ödleart som beskrevs av  Vaz-ferreira och SIERRA de SORIANO 1961. Homonota uruguayensis ingår i släktet Homonota och familjen geckoödlor. Inga underarter finns listade i Catalogue of Life.